# Anian
Anian je třetí studiové album velšské hudební skupiny 9Bach. Vydáno bylo v dubnu roku 2016 společností Real World Records. Obsahuje jedenáct písní zpívaných ve velštině (verze na gramofonové desce obsahuje jen devět písní). Album produkovali Martin Hoyland, Lisa Jên a Patrick Phillips a bylo nahráno ve studiu Real World Studios. Speciální verze alba vyšla také s druhým diskem, kde byly velšské texty převyprávěny (nehudebně) do angličtiny (načetli je například Rhys Ifans, Iarla Ó Lionáird a Peter Gabriel). Skupina za desku obdržela nominaci na Welsh Music Prize.

## Seznam skladeb
Autorkou textů a melodií je Lisa Jên. Autory hudby a aranží jsou Martin Hoyland a Lisa Jên. Výjimkami jsou písně „Heno“, jejíž text pochází z pera básníka Gerallta Lloyda Owena a hudba od Gwennant Pyrs (aranžmá vytvořily Lisa Jên a Mirain Haf Roberts) a „Si Hwi Hwi“, „Breuddwyd y Bardd“ a „Ambell Hiraeth“, což jsou tradicionály zaranžované různými členy skupiny.
1. Llyn Du – 3:46
2. Anian – 4:18
3. Yr Olaf – 4:29
4. Ifan – 4:52
5. Si Hwi Hwi – 7:03
6. Cyfaddefa – 5:31
7. Brain – 4:26
8. Heno – 3:51
9. Deryn – 5:10
10. Ambell Hiraeth – 3:23
11. Breuddwyd Y Bardd – 3:33

## Obsazení
- Lisa Jên – zpěv
- Martin Hoyland – kytara, dulcimer
- Dan Swain – baskytara, kontrabas
- Ali Byworth – bicí, perkuse
- Esyllt Glyn Jones – harfa, zpěv
- Mirain Haf Roberts – klavír, dulcimer, zpěv